# Dandaragan
Dandaragan is een plaats in de regio Wheatbelt in West-Australië.

## Geschiedenis
Ten tijde van de Europese kolonisatie leefden de Juat Nyungah in de streek.
In 1850 werd de naam Dandaragan voor het eerst door een landmeter vermeld als de naam voor een bron en waterloop. De naam is Aborigines van oorsprong en betekende vermoedelijk "goed kangoeroeland". James Drummond noemde zijn eigendom in 1850 Dandaragan. Het was een belangrijke stopplaats op weg naar het noorden.
In de jaren 1850 werd er een politiekantoor geopend, in 1885 een school en in 1896 een postkantoor. Het postkantoor was ontworpen door George Temple-Poole. In 1911 werd er een telefooncentrale aan toegevoegd. In 1952 werd het schoolgebouw van Merkanooka naar Dandaragan verhuisd. Het werd er door de jaren heen nog uitgebreid.
Het dorp Dandaragan werd pas in 1958 officieel gesticht. In 1961 werd er een nieuw districtsgebouw geopend. De districtsdiensten zouden in 2002 naar een nieuw districtsgebouw in het belangrijker geworden Jurien Bay verhuizen.

## 21e eeuw
Dandaragan maakt deel uit van het lokale bestuursgebied (LGA) Shire of Dandaragan, een landbouwdistrict met een groeiende toeristische aantrekkingskracht.
In 2021 telde Dandaragan 292 inwoners tegenover 416 in 2006.
Dandaragan heeft een 'Community Resource Centre' (CRC).

## Bezienswaardigheden
- Aggie’s Cottage is een huisje uit 1871 waar de plaatselijke historische en culturele verenigingen onderdak hebben in gevonden.
- St Anne’s Church is een Anglicaans kerkje, gebouwd tussen 1885 en 1887, dat tot 1948 ook als schooltje diende.
- De The Dandaragan Way is een toeristische autoroute door het district.[9]
- Er liggen enkele natuurreservaten en nationale parken in de streek waaronder het nationaal park Badgingarra, het nationaal park Watheroo, het nationaal park Nambung en het nationaal park Lesueur.

## Transport
Dandaragan ligt langs de Dandaragan Road die de Brand Highway met State Route 116 verbindt, 170 kilometer ten noorden van de West-Australische hoofdstad Perth, 32 kilometer ten westen van Moora en 98 kilometer ten zuidoosten van Jurien Bay, de hoofdplaats van het lokale bestuursgebied waarvan Dandaragan deel uitmaakt.

## Klimaat
Dandaragan kent een warm mediterraan klimaat, Csa volgens de klimaatclassificatie van Köppen. De gemiddelde jaarlijkse temperatuur ligt rond 18,2 °C. De gemiddelde jaarlijkse neerslag bedraagt ongeveer 548 mm.
Aldersyde · Amery · Ardath · Arthur River · Baandee · Babakin · Badgingarra · Badjaling · Bailup · Bakers Hill · Balkuling · Ballaying · Ballidu · Beacon · Beenong · Beermullah · Bejoording · Belka · Bencubbin · Bendering · Benjaberring · Beverley · Bilbarin · Bindi Bindi · Bindoon · Bodallin · Bolgart · Bonnie Rock · Boolading · Booraan · Brookton · Bruce Rock · Bullaring · Bullfinch · Bulyee · Bungulla · Buntine · Burakin · Burracoppin · Cadoux · Calingiri · Campion · Caraban · Carrabin · Cataby · Cervantes · Chandler · Chittering · Clackline · Cold Harbour · Congelin · Coomberdale · Copley · Corrigin · Cowcowing · Crossman · Cuballing · Culbin · Cunderdin · Dalwallinu · Dandaragan · Dangin · Darkan · Dattening · Dongolocking · Doodlakine · Dowerin · Dudinin · Dumbleyung · Duranillin · Dwarda · Ejanding · Elabbin · Erikin · Gabbin · Gingin · Goomalling ·  Grass Valley · Greenhills · Guilderton · Gwambygine · Harrismith · Highbury · Hines Hill · Holt Rock · Hyden · Jelcobine · Jennacubbine · Jennapullin · Jitarning · Jurien Bay · Kalannie · Karlgarin · Kellerberrin · Kondinin · Kondut · Koojan · Koolyanobbing · Koorda · Korbel · Korrelocking · Kukerin · Kulin · Kulja · Kulyaling · Kunjin · Kununoppin · Kweda · Kwelkan · Kwolyin · Lancelin · Lake Brown · Lake Grace · Lake King · Ledge Point · Manmanning · Marvel Loch · Meckering · Meenaar · Merredin · Miling · Minnivale · Mogumber · Mokine · Moodiarrup · Mooliabeenee · Moora · Moorine Rock · Moorumbine · Moulyinning · Mount Hardey · Mount Kokeby · Mount Walker · Muchea · Mukinbudin · Muntadgin · Nalya · Nangeenan · Narembeen · Narrogin · New Norcia · Newdegate · Nilgen · Nokaning · North Bannister · Northam · Nukarni · Nungarin · Pantapin · Piawaning · Piesseville · Pingaring · Pingelly · Pithara · Popanyinning · Quairading · Quindanning · Regans Ford · Seabird · Shackleton · Southern Cross · Spencers Brook · Tammin · Tincurrin · Toodyay · Trayning · Varley · Wagin · Walebing · Walgoolan · Wandering · Wannamal · Watheroo · Welbungin · West Dale · West Toodyay · Westonia · Wialki · Wickepin · Wilbinga · Williams · Wongan Hills · Woodridge · Wubin · Wundowie · Wyalkatchem · Yealering · Yelbeni · Yellowdine · Yilliminning · Yerecoin · York · Yorkrakine · Yornaning · Yoting · Youndegin